# 쇼조 비트
쇼조 비트(Shojo Beat)는 구 비즈 미디어가 북미에서 출판한 소녀 만화 잡지이다. 2005년 6월 소년 점프의 자매 잡지로 창간된 이 잡지는 6개 만화 시리즈의 연재 장과 일본 문화, 만화, 애니메이션, 패션, 뷰티에 대한 기사를 선보였다. 쇼조 비트는 처음 출시된 후 두 번의 재설계를 거쳐 일본 만화 선집에 흔히 사용되는 청록색 및 자홍색 잉크 톤을 사용한 최초의 영어 선집이 되었다. 비즈는 여성 중심 만화, 라이트 노벨 및 애니메이션에 대해 동일한 이름의 관련 출판물을 출시했다.
10대 여성을 대상으로 한 쇼조 비트 창간호가 20,000부 발행되었다. 2007년까지 평균 유통 부수는 약 38,000부였으며, 그 중 절반은 매장 판매가 아닌 구독에서 발생했다. 만화 시리즈의 혼합과 일본 문화에 대한 기사의 포함을 칭찬하는 비평가들로부터 호평을 받았지만 일부 비평가들은 초기 호가 지루하고 글이 형편 없다고 생각했다. 2009년 5월 Viz는 잡지 발행을 중단한다고 발표했다. 2009년 7월호가 마지막으로 발표되었다. 갑작스러운 소식에 팬들은 실망했다. 업계 전문가들은 그 손실로 인해 여성 만화 팬들이 자신의 잡지가 없게 될 것이라고 생각했지만 쇼조 만화 및 애니메이션 출시에 쇼조 비트 임프린트 및 브랜딩을 계속 사용하기로 한 Viz의 선택에 대해 칭찬했다.